# KLa Project
KLa Project – indonezyjski zespół muzyczny z Dżakarty. Został założony w 1986 roku.
W pierwotnym składzie zespołu znaleźli się Katon Bagaskara, Romulo Radjadin (Lilo), Adi Adrian i Ari Burhani. Grupa była związana z wytwórniami Aquarius Musikindo, Sony Indonesia, Team Record i Pro Sound, a jej okres największej popularności przypadł na lata 80. i 90. XX wieku.
Dużym sukcesem okazały się pierwsze albumy grupy: KLa Project i Kedua, wydane kolejno w 1989 i 1990 r. Oba wydawnictwa przyniosły zespołowi rozpoznawalność. W szczytowym okresie sławy grupa wypromowała szereg lokalnych przebojów muzycznych, są wśród nich m.in. utwory „Yogyakarta”, „Terpurukku di Sini”, „Meski T’lah Jauh” i „Menjemput Impian”. W 2009 r. miejscowe wydanie magazynu „Rolling Stone” umieściło ich utwory „Yogyakarta” i „Tentang Kita” (z albumów KLa Project i Kedua) wśród 100 indonezyjskich utworów wszech czasów (kolejno na pozycjach 16. i 49.).
W 2003 r. do zespołu dołączyli Erwin Prasetya, Yoel Priyatna i Hari Goro. W tym składzie (pod nazwą NuKLa) nagrali tylko jeden album. W 2011 r. formacja wydała album Tribute to KLa Project, który w trzech tygodniach od premiery sprzedał się w nakładzie 30 tys. egzemplarzy.
Wokalista i założyciel zespołu Katon Bagaskara rozwinął również karierę solową. Nagrał siedem autorskich albumów i kilka singli.

## Dyskografia
Źródło:
Albumy
- 1989: KLa Project
- 1990: Kedua
- 1991: Pasir Putih
- 1994: Ungu
- 1995: V
- 1996: KLakustik 1
- 1996: KLakustik II
- 1998: Sintesa
- 1999: KLasik